# Kotwica Kórnik
KSS Kotwica Kórnik – klub piłkarski założony w 1926 z siedzibą w Kórniku. Od sezonu 2025/2026 występuje na poziomie IV ligi.

## Historia
Kórnickie Stowarzyszenie Sportowe "Kotwica" wyrosło z dwóch organizacji, które powstały wiosną 1926 roku: Harcerskiego Klubu Sportowego i KS Skałka. Ten drugi przekształcił się wkrótce w KS Kotwica. W jego utworzeniu uczestniczył naczelnik Fundacji Kórnickiej - Antoni Pacyński, co zaowocowało bliskim związkiem pomiędzy klubem a fundacją i znalazło wyraz w przyjęciu nazwy klubu "Kotwica". W dniu 28 grudnia1926 roku, walne zgromadzenie klubu zatwierdziło statut i na prezesa wybrano Kazimierza Jakubowskiego.
Klub jednak nie przystąpił do PozOZPN i w związku z tym nie uczestniczył w rozgrywkach o mistrzostwo Okręgu.
Po II wojnie światowej KS Kotwica wznowił swą działalność dopiero w 1947 roku, a prezesem został Walery Jedl. Wkrótce klub kórnicki włączył się w nurt sportu wiejskiego i około 1950 roku, zaczął występować pod nazwą LZS Kotwica. Zmiana ta nie wpłynęła na lepszą pracę klubu, ani też poprawę warunków.  Klub rozwijał się w cieniu klubów niedalekiej metropolii regionu - Poznania, a do 1975 roku, także klubu z miasta powiatowego Śremu.
Dopiero w latach osiemdziesiątych XX wieku, nastąpił stały rozwój, a na początku lat dziewięćdziesiątych, zwłaszcza po objęciu patronatu przez poznańską firmę "ERGE" i pozyskaniu innych sponsorów (w tym dyrektora klubu Marka Ozimka) drużyna piłki nożnej KS Kotwica-Erge poczyniła ogromne postępy.
W sezonie 1992/1993 w wyniku zwycięskiej rywalizacji w III lidze z Gwardią Koszalin i Polonią Chodzież - Kotwica weszła do II ligi, co jest największym sukcesem w jej dotychczasowej historii.
Jednak ze względu na brak zabezpieczenia finansowego zarząd klubu wycofał drużynę z rozgrywek przed ich rozpoczęciem. Po tej trudnej, rozpaczliwej decyzji KKS Kotwica uczestniczy w rozgrywkach regionalnych.

## Sukcesy
- III liga w sezonie 1992/93 i awans do II ligi[a]

(Kotwica zrezygnowała z występów w wyższej klasie rozgrywkowej).